# Wahlbach, Haut-Rhin
Wahlbach är en kommun i departementet Haut-Rhin i regionen Grand Est (tidigare regionen Alsace) i nordöstra Frankrike. Kommunen ligger i kantonen Sierentz som tillhör arrondissementet Mulhouse. År 2022 hade Wahlbach 495 invånare.

## Befolkningsutveckling
Antalet invånare i kommunen Wahlbach
| Referens: INSEE |